# Antillotyphlops guadeloupensis
Antillotyphlops guadeloupensis — вид змій родини сліпунів (Typhlopidae). Ендемік Гваделупи.

## Поширення і екологія
Antillotyphlops guadeloupensis мешкають на островах Гранд-Тер і Бас-Тер в архіпелазі Малих Антильських островів. Вони живуть на луках і в кокосових гаях. Живляться мурахами і термітами.